# Одноголосся
Одноголосся — різновид музичної фактури, музичного складу, одна мелодія, яку відтворює соліст або інструменталіст. На противагу багатоголоссю, співзвуччя уникаються, характерна монодія.
Будь-яка музична культура історично починалася з одноголосся (григоріанський спів, знаменний спів). Сучасне одноголосся характерне для народної музики і деяких східних систем (макам, раґа); з XV століття в класичній європейській музиці як самостійна гілка одноголосся було витіснено; останнім помітним композитором з одноголосними творами був Гійом де Машо.